# Вермахтберіхт

Збірка доповідей Wehrmachtbericht за 1.7.1944—9.5.1945

Вермахтберіхт (нім. Wehrmachtbericht) — щоденна доповідь Верховного командування Вермахту (ОКВ, нім. Oberkommando der Wehrmacht). Першу доповідь датовано 1 вересня 1939, а останню — 9 травня 1945. Всього вийшло близько 2080 доповідей.

## Історія
Готувалася доповідь Управлінням пропаганди Вермахту, та виходила щоденно опівдні, після чого матеріал з'являвся в інших німецьких виданнях — на радіо та газетах. Також окремі матеріали потрапляли до засобів масової інформації союзників Третього Рейху та нейтральних країн. Особисто відзначати військовослужбовців у доповіді запропонував генерал-полковник Вальтер фон Браухіч у квітні 1940. Вперше особисте згадування військовослужбовця відбулося 27 квітня 1940.
Згадування у доповіді було великою честю для військовослужбовця та проява до нього поваги. Ця подія відображалася в документах військової частини та фіксувалася в особистій справі нагородженого. Загалом за роки війни у Вермахтберіхті було відзначено 1631 військовослужбовців різних рангів, з них 832 належали до Вермахту, а 47 до Ваффен-СС. Деякі вояки, приміром Ганс-Ульріх Рудель, згадувались по кілька разів. Найбільше згадувань у доповіді має генерал-фельдмаршал Альберт Кессельрінг — 13 разів.